# Aldo Nova
Aldo Nova, (född Aldo Caporuscio den 13 november 1956, i Montréal, Québec), kanadensisk gitarrist, keyboardist, sångare och producent. Nova har främst jobbat som soloartist och debuterade 1981 med albumet Aldo Nova och fick en stor hit med singeln Fantasy. Han blev även känd för låten "Monkey on Your Back" från skivan "Subject...Aldo Nova". Men efter fiaskot med tredje skivan "Twitch" (som blev en oväntad succé i Sverige) lade Aldo musikbranschen på hyllan. Sex år senare återvände han med skivan "Blood on the Bricks" där han skrev de flesta låtarna med Jon Bon Jovi. Skivan blev ingen vidare succé och Aldo lade av som artist. 
Under de senaste åren har Aldo arbetat som låtskrivare och har bland annat skrivit hitlåtar för Céline Dion och Clay Aiken.
År 2010 planerades en comeback-skiva, under titeln "Too Much Sex". Hans första konsert skulle varit Sweden Rock Festival, men den konserten ställdes in på grund av att han återhämtar sig efter en mycket allvarlig operation. Men eftersom Aldo själv hade sett fram emot spelningen lovade han att återvända till festivalen 2011 istället, men det gjorde han inte.

## Diskografi
- Aldo Nova (1981)
- Aldo Nova (1982)
- Subject...Aldo Nova (1983)
- Twitch (1985)
- Blood on the Bricks (1991)
- Portrait of Aldo Nova (1992)
- Nova's Dream (1997)
- The Best of Aldo Nova (2006)
- Under the Gun...A Portrait of Aldo Nova (2007)
- Too Much Sex (2010)